# Literatournaïa gazeta
 (novembre 2023).
Si vous disposez d'ouvrages ou d'articles de référence ou si vous connaissez des sites web de qualité traitant du thème abordé ici, merci de compléter l'article en donnant les références utiles à sa vérifiabilité et en les liant à la section « Notes et références ».
La Literatournaïa gazeta, littéralement le Journal littéraire ou la Gazette littéraire, (en russe : Литературная газета) est une revue littéraire hebdomadaire russe. Il s'agit du plus ancien titre de presse écrite de Russie. Elle est familièrement surnommée la Literatourka.

## Histoire

### XIXesiècle
Le premier numéro du Journal littéraire, ou de la Gazette littéraire (selon le niveau de traduction qu'on lui donne en français) parut le 1er janvier 1830 et fut édité par Anton Delwig, avec la collaboration étroite d'Alexandre Pouchkine et de Pierre Viazemski. On y publia des écrits de Pouchkine, de Baratynski, de Küchelbecker et de Gogol, ainsi que des auteurs romantiques étrangers. Le journal polémiquait avec Le Télégraphe de Moscou et L'Abeille du nord, il avait la réputation d'être un organe d'opposition. Il cessa de paraître le 30 juin 1831.
Un nouveau Journal littéraire parut entre 1840 et 1849, mais il n'avait aucun rapport avec le premier. Il ne joua pas de rôle majeur et, sous forme de cahiers gris, publiait surtout des auteurs étrangers en traduction destinées à un cercle cultivé. Toutefois des journalistes débutants et prometteurs y firent leurs premiers pas, comme Vissarion Biélinski, Nikolaï Nekrassov, sous le pseudonyme de Pérépielski.

### XXesiècle
Après la guerre civile et la période de la NEP, un autre Journal littéraire, vit le jour le 29 avril 1929, sous la direction d'Ivan Kataïev (1902-1937), en tant d'abord que reflet des différentes Unions d'écrivains puis en tant qu'organe de l'Union des Écrivains soviétiques. Il fusionna en 1942 avec Sovietskoïe iskousstvo (L'Art soviétique) et prit le nom de Literatoura i Iskousstvo (Littérature et Art), puis reprit son nom propre en novembre 1944. Une importante refonte du contenu et de la forme, ainsi que de la périodicité eut lieu en 1947, ajoutant des rubriques de politique et de société. Alors que la plupart des journaux ne comportaient que quatre à huit pages, le Journal en comportaient seize.
Alexandre Tchakovski rédacteur en chef de 1962 à 1988 changea la formule du journal en 1967. Désormais il fut publié tous les mercredis sur seize pages en grand format. Bien qu'organe de presse officiel, on y trouvait une atmosphère relativement plus libre et plus critique, dans la mesure du possible, à l'égard de la société soviétique que dans d'autres organes de presse de l'époque. Les tirages étaient énormes, avoisinant les trois millions. Le journal traitait d'actualité, de politique, de littérature russe et étrangère, d'art, de sciences, de mœurs et de sujets juridiques.
Les auteurs les plus importants de toute l'Union soviétique y publiaient des extraits de leurs romans, récits, poésies, essais, etc. et l'on en faisait des recensions régulières. Les œuvres d'auteurs étrangers étaient aussi analysées, ce qui donnait un ton venu d'ailleurs. La dernière page était particulièrement prisée avec la rubrique du Club des Douze chaises qui faisait paraître de courts récits satiriques, des anecdotes et des dessins comiques.

### Après 1990

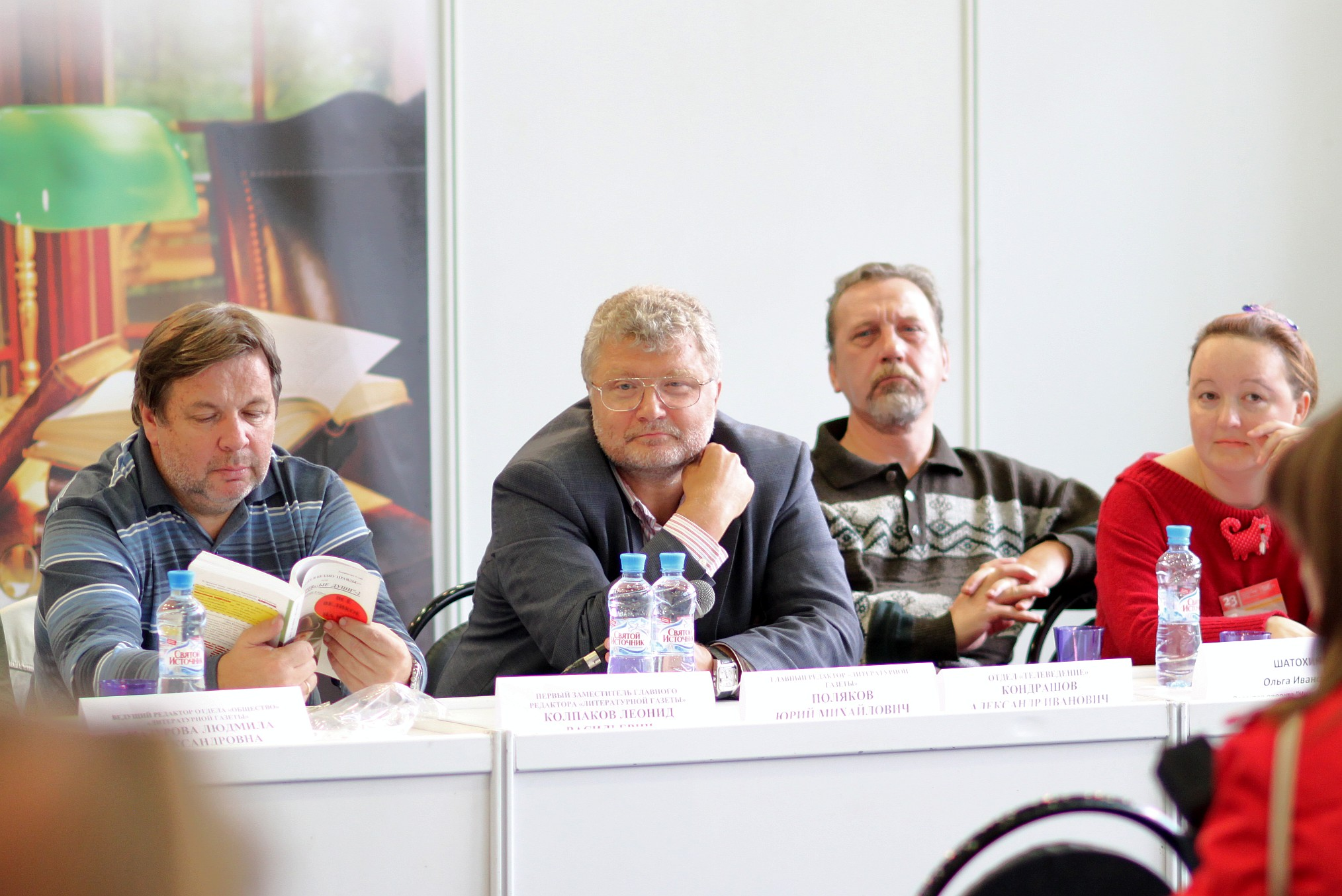
Le comité de rédaction en 2010 avec Youri Poliakov au milieu

Le Journal littéraire prit son indépendance en 1990 en tout premier par rapport aux autres titres de presse, suivant la nouvelle législation en matière de presse. La rédaction devint ensuite une société anonyme d'édition en 1997. Elle a eu comme rédacteur en chef N. Bodnarouk en 1998, L. Gouchtchine en 1999, et Youri Poliakov à partir d'avril 2001. Aujourd'hui le Journal littéraire a un tirage de 90 000 exemplaires et est largement distribuée en Russie, mais aussi à l'étranger et en France.
S'il n'atteint pas un lectorat aussi important qu'à l'époque soviétique, il attire un public cultivé ou simplement curieux des problèmes socio-politiques et culturels de la Russie moderne et aussi des anciens pays de l'Union. Lu par des russophones et des russisants, dont beaucoup sont dispersés dans le monde, il donne des informations sur les écrivains russophones d'hier et d'aujourd'hui, mais pas seulement. On y évoque les dernières traductions venant d'auteurs majeurs d'autres langues, aussi bien des romans que des essais ou des ouvrages historiques. Les premières pages sont consacrées à l'analyse politique nationale et internationale, avec un œil souvent critique. Des hommes politiques russes ou étrangers y donnent des interviews, ainsi que des personnalités du spectacle ou du monde artistique. Les critiques théâtrales, de danse ou de musique sont particulièrement suivies, ainsi - fait rare - que la poésie. Deux pages sont consacrées à la poésie contemporaine, avec des arrivées venant de toute la Russie et d'ailleurs.
La tendance actuelle est de faire passer aux générations futures la culture russe, qui a pu paraître malmenée, d'où une certaine critique de conservatisme de la part d'autres milieux.

## Rédacteur en chef
- 1929-1930 : Ivan Kanatchikov (ru)
- 1930 : Boris Olkhovy (ru)
- 1930-1931, 1932-1933 : Sergueï Dinamov (ru)
- 1931-1932 : Alexeï Selivanovski (ru)
- 1933-1935 : Alexeï Bolotnikov
- 1935-1937 : Lev Soubotski
- 1937-1939 : Vladimir Stavski; Evgueni Petrov, Vassili Lebedev-Koumatch; Nikolaï Pogodine, Olga Voïtinskaïa
- 1939-1941 : A.Koulaguine
- 1942-1944 : Alexandre Fadeïev
- 1944-1946 : Alekseï Sourkov
- 1946-1950 : Vladimir Ermilov (ru)
- 1950-1953 : Constantin Simonov
- 1953—1955 : Boris Riourikov (ru)
- 1955-1959 : Vsevolod Kotchetov
- 1959-1960 : Sergueï Smirnov (ru)
- 1960-1962 : Valéry Kossolapov (ru)
- 1962-1988 : Alexandre Tchakovski
- 1988-1990 : Youri Voronine (ru)
- mars 1990-août 1991 : Fiodor Bourlatski (ru)
- septembre 1991-1998 : Arkadi Oudaltsov
- 1998-1999 : Nikolaï Bodnarouk
- 1999-2001 : Lev Gouchtchine (ru)
- 2001-2017 : Youri Poliakov
- 2017 : Maxime Zamchev